# Cercis
Cercis L., 1758 è un genere di piante della famiglia delle Fabacee (o Leguminose), che comprende piccoli alberi spontanei nelle regioni temperato-calde di tutti i continenti dell'emisfero boreale: Nordamerica, Europa e Asia. In Italia il genere è rappresentato dalla specie Cercis siliquastrum, l'"albero di Giuda", spontaneo nella regione mediterranea e anche estesamente piantato per ornamento.

## Descrizione
Il genere Cercis comprende piccoli alberi o arbusti, con caratteristiche foglie tondeggianti o cuoriformi. Le foglie sono sempre caduche.
I fiori appaiono in primavera prima delle foglie e sono di colore rosa-violaceo.

## Tassonomia
Il genere Cercis, all'interno delle Fabacee, è inserito nella sottofamiglia delle Cercidoideae, che prende nome proprio da questo genere.
Comprende le seguenti specie:
- Cercis canadensis L.
- Cercis chinensis Bunge
- Cercis chingii Chun
- Cercis chuniana F.P.Metcalf
- Cercis glabra Pamp.
- Cercis griffithii Boiss.
- Cercis occidentalis Torr. ex A.Gray
- Cercis orbiculata Greene
- Cercis racemosa Oliv.
- Cercis siliquastrum L.